# آلباتروس سی۱۵
آلباتروس سی۱۵ (به انگلیسی: Albatros_C.XV) یک هواگرد از نوع هواگرد شناسایی ساخت شرکت آلباتروس فلوکتسایک‌ورک در آلمان است.